# 시오나기 신호장
시오나기 신호장(일본어: 潮凪信号場, しおなぎしんごうじょう)은 일본 아이치현 나고야시 미나토구에 위치한 나고야 임해 고속 철도 니시나고야코 선의 신호장이다.

## 구조
이나에이 역과 노세키 역 사이에 있는 본선(하행선)에서 시오나기 차고(차량기지) 출입고선이 분기하는 분기형의 신호장이다. 분기점의 북쪽(나고야역 방향)에 분기기선이 부속되어 있다. 그래서, 차고에서 나고야 역 방면(상행)에는 건늠선을 사용하고 그대로 직통하는 구조이지만, 긴조후토 역 방면(하행)에는 일단 본선에 정차하며, 하행 방향으로 진행 방향을 전환할 필요가 있다. 신호장 자체는 고가 위에 있지만 시오나기 차고는 지상에 있다.

## 역 주변
- 시오나기 주택
- 이나에이히가시 공원

## 역사
이 신호장의 있던 자리는 과거 도카이도 본선 화물 지선(통칭: 니시나고야코 선)의 니시나고야코 역(화물역, 2001년 폐지)이 있던 곳이다.
- 2004년 10월 6일: 아오나미 선 개통에 따라 신설.

## 인접역
| 나고야 임해 고속 철도 ■ 니시나고야코 선 (아오나미 선) | 나고야 임해 고속 철도 ■ 니시나고야코 선 (아오나미 선) | 나고야 임해 고속 철도 ■ 니시나고야코 선 (아오나미 선) |
| ----------------------------------------------------- | ----------------------------------------------------- | ----------------------------------------------------- |
| AN09 이나에이 나고야 방면                             |                                                       | 노세키 AN10 긴조후토 방면                             |